# Grębów (gmina)
Pour les articles homonymes, voir Grębów.
Grębów [ˈɡrɛmbuf] est une commune rurale de la Voïvodie des Basses-Carpates et du Powiat de Tarnobrzeg. Elle s'étend sur 186,28 km2 et comptait 9 727 habitants en 2010.
Elle se situe à environ 14 kilomètres à l'est de Tarnobrzeg et à 60 kilomètres au nord de Rzeszów, la capitale régionale.